# Isabella FitzRoy, duchessa di Grafton
Isabella Bennet FitzRoy, II contessa di Arlington e duchessa di Grafton (1668 – 7 febbraio 1723), era una pari ed ereditiera britannica.

## Famiglie e matrimonio
Isabella era la figlia di Henry Bennet, I conte di Arlington, politico inglese facente parte del gabinetto di governo privato del re d'Inghilterra Carlo II Stuart e di sua moglie Isabella de Nassau. Sua madre era la nipote di Maurizio di Nassau, Principe d'Orange e quindi una bisnipote di Guglielmo il Taciturno. Henry era stato creato Barone Arlington per la sua lealtà alla corona. Lord Arlington fu poi ulteriormente elevato al titolo di Conte di Arlington e Visconte Thetford, che furono tutti creati con special reminder per permettere alle donne di ereditare.
Isabella sposò il 1º agosto 1672 Henry FitzRoy, Conte di Euston (poi creato Duca di Grafton), il figlio illegittimo di Carlo II. La cerimonia nuziale fu ripetuta il 7 novembre 1679 e vissero a Euston Hall . Isabella e suo marito ebbero un solo figlio, Charles FitzRoy, II duca di Grafton, che successe ad entrambi i genitori come II Duca di Grafton e III Conte di Arlington. Dopo la morte del suo primo marito nel 1690 per una ferita ricevuta nell'assalto di Cork mentre guidava le forze di Guglielmo d'Orange, la Duchessa di Grafton si risposò il 14 ottobre 1698 con Sir Thomas Hanmer.

## Titoli e trattamento
Alla morte di suo padre nel 1685, Isabella successe nel titolo suo jure.
- 1668 - 22 aprile 1672: The Hon. Isabella Bennet
- 22 aprile 1672 - 1º agosto 1672: Lady Isabella Bennet
- 1º agosto 1672 - 1675: The Rt. Hon. La Contessa di Euston
- 1675 - 7 febbraio 1723: Sua Grazia La Duchessa di Grafton
  - 28 luglio 1685 - : La Contessa di Arlington (suo jure)[2]

## Ascendenza
|                                         |                        |                                | Genitori                           |  |  | Nonni |  |  | Bisnonni           |  |  | Trisnonni          |  |
|                                         |                        |                                |                                    |  |  |       |  |  | 8. Sir John Bennet |  |  | 16. Richard Bennet |  |
|                                         |                        |                                |                                    |  |  |       |  |  | 8. Sir John Bennet |  |  | 16. Richard Bennet |  |
|                                         |                        | 17. Elizabeth Tisdale          |                                    |  |  |       |  |  | 8. Sir John Bennet |  |  |                    |  |
| 4. Sir John Bennet                      |                        |                                |                                    |  |  |       |  |  | 8. Sir John Bennet |  |  |                    |  |
|                                         |                        | 9. Anne Weekes                 | 18. Christopher Weekes             |  |  |       |  |  |                    |  |  |                    |  |
|                                         |                        | 9. Anne Weekes                 | 18. Christopher Weekes             |  |  |       |  |  |                    |  |  |                    |  |
|                                         |                        | 9. Anne Weekes                 | 19. Agnes Kent                     |  |  |       |  |  |                    |  |  |                    |  |
| 2. Henry Bennet, I conte di Arlington   |                        | 9. Anne Weekes                 |                                    |  |  |       |  |  |                    |  |  |                    |  |
|                                         |                        | 10. Sir John Crofts            | 20. Sir Thomas Croftes             |  |  |       |  |  |                    |  |  |                    |  |
|                                         |                        | 10. Sir John Crofts            | 20. Sir Thomas Croftes             |  |  |       |  |  |                    |  |  |                    |  |
|                                         |                        | 10. Sir John Crofts            | 21. Susanna Polley                 |  |  |       |  |  |                    |  |  |                    |  |
| 5. Dorothy Crofts                       |                        | 10. Sir John Crofts            |                                    |  |  |       |  |  |                    |  |  |                    |  |
|                                         |                        | 11. Mary Shirley               | 22. Sir Thomas Shirley             |  |  |       |  |  |                    |  |  |                    |  |
|                                         |                        | 11. Mary Shirley               | 22. Sir Thomas Shirley             |  |  |       |  |  |                    |  |  |                    |  |
|                                         |                        | 11. Mary Shirley               | 23. Anne Kempe                     |  |  |       |  |  |                    |  |  |                    |  |
| 1. Isabella Bennet, duchessa di Grafton |                        | 11. Mary Shirley               |                                    |  |  |       |  |  |                    |  |  |                    |  |
|                                         | 12. Maurizio di Nassau | 24. Guglielmo I d'Orange       |                                    |  |  |       |  |  |                    |  |  |                    |  |
|                                         | 12. Maurizio di Nassau | 24. Guglielmo I d'Orange       |                                    |  |  |       |  |  |                    |  |  |                    |  |
|                                         | 12. Maurizio di Nassau | 25. Anna di Sassonia           |                                    |  |  |       |  |  |                    |  |  |                    |  |
| 6. Luigi di Nassau-Beverweerd           | 12. Maurizio di Nassau |                                |                                    |  |  |       |  |  |                    |  |  |                    |  |
|                                         |                        | 13. Margaretha van Mechelen    | 26. Cornelis van Mechelen          |  |  |       |  |  |                    |  |  |                    |  |
|                                         |                        | 13. Margaretha van Mechelen    | 26. Cornelis van Mechelen          |  |  |       |  |  |                    |  |  |                    |  |
|                                         |                        | 13. Margaretha van Mechelen    | 27. Barbara van Nassau-Corroy      |  |  |       |  |  |                    |  |  |                    |  |
| 3. Elisabetta di Nassau-Beverweerd      |                        | 13. Margaretha van Mechelen    |                                    |  |  |       |  |  |                    |  |  |                    |  |
|                                         |                        | 14. Willem Adriaan I van Horne | 28. Johan van Horne                |  |  |       |  |  |                    |  |  |                    |  |
|                                         |                        | 14. Willem Adriaan I van Horne | 28. Johan van Horne                |  |  |       |  |  |                    |  |  |                    |  |
|                                         |                        | 14. Willem Adriaan I van Horne | 29. Anna van Vlodrop               |  |  |       |  |  |                    |  |  |                    |  |
| 7. Isabella von Horne                   |                        | 14. Willem Adriaan I van Horne |                                    |  |  |       |  |  |                    |  |  |                    |  |
|                                         |                        | 15. Elisabetta van Horne       | 30. Philips II van der Meeren      |  |  |       |  |  |                    |  |  |                    |  |
|                                         |                        | 15. Elisabetta van Horne       | 30. Philips II van der Meeren      |  |  |       |  |  |                    |  |  |                    |  |
|                                         |                        | 15. Elisabetta van Horne       | 31. Wilhelmina van Beieren-Schagen |  |  |       |  |  |                    |  |  |                    |  |
|                                         |                        | 15. Elisabetta van Horne       |                                    |  |  |       |  |  |                    |  |  |                    |  |